# Ofensiva Gorlice–Tarnów
Ofensiva Gorlice–Tarnów din timpul Primului Război Mondial a început ca o ofensivă germană minoră cu scopul de a reduce presiunea rusească asupra austro-ungarilor de pe sectorul sudic al Frontului de Est, dar s-a soldat cu prăbușirea totală a liniilor rusești și cu retragerea lor în adâncul teritoriului rus. Seria de acțiuni a continuat de-a lungul întregului sezon de campanii din 1915, începând în primele zile ale lui mai și luând sfârșit doar din cauza vremii rele din octombrie.

## Context
În primele etape ale acțiunilor de pe Frontul de Est, Armata a VIII-a germană efectuase o serie de acțiuni aproape miraculoase împotriva celor două armate rusești care i se opuneau. După ce a înconjurat și apoi a distrus Armata a II-a rusă în Bătălia de la Tannenberg de la sfârșitul lunii august, Paul von Hindenburg și Erich Ludendorff și-au deplasat trupele împotriva Armatei I în prima bătălie de pe Lacurile Mazuriene, aproape distrugând-o pe aceasta din urmă, care s-a salvat punându-se sub protecția propriilor cetăți aflate dincolo de graniță. 
Când la sfârșitul lui septembrie acțiunile au încetat, marea majoritate a celor două armate rusești fusese distrusă, și toate forțele ruse respinse din zona Lacurilor Mazuriene din nord-estul Poloniei de astăzi, pierzând aproape 200.000 de soldați (uciși sau luați prizonieri).
În sud însă, lucrurile nu mergeau atât de bine. Aici, grosul armatei rusești se opunea unui grup la fel de mare de unități austro-ungare, care și-au început o ofensivă proprie la sfârșitul lui august, și la început i-au împins pe ruși până în actuala zonă centrală a Poloniei. Cu toate acestea, un contraatac rusesc bine executat la sfârșitul lui septembrie i-a împins înapoi peste graniță, ceea ce a permis rușilor să înceapă asediul Przemyślului. 
Germanii le-au venit în ajutor, formând Armata a IX-a și atacând în bătălia de pe Vistula. Deși la început a avut succes, atacul a contenit în cele din urmă și germanii au revenit pe pozițiile inițiale.
Rușii au continuat redesfășurându-și armatele pentru o nouă ofensivă în Silezia, care să pună în pericol atât Austria cât și Germania. Când au aflat Puterile Centrale, Armata a IX-a a fost redesfășurată în nord, permițându-le să pună presiune multă pe flancul drept rusesc în ceea ce avea să devină bătălia de la Łódź de la începutul lui noiembrie. Germanii nu au reușit să încercuiască unitățile rusești, iar luptele s-au încheiat nedecis cu o retragere ordonată a rușilor către est până lângă Varșovia. Vremea a împiedicat alte acțiuni în următoarele luni.

## Bătălia
Generalul Franz Conrad von Hötzendorf, șeful statului major austro-ungar, propusese la început ideea divizării liniei frontului în zona Gorlice. La început, ideea sa a fost respinsă de șeful statului major german, Erich von Falkenhayn, care credea că soarta războiului depinde de frontul de vest. Ulterior, el s-a răzgândit și a hotărât o ofensivă majoră în zona Gorlice-Tarnów, la sud-est de Cracovia, la capătul sudic al Frontului de Est. 
În aprilie 1915, Armata a XI-a germană, recent formată (10 divizii de infanterie sub comanda generalului August von Mackensen) a fost transferată de pe Frontul de Vest. Împreună cu Armata a IV-a austro-ungară (opt divizii de infanterie și una de cavalerie sub comanda arhiducelui Joseph Ferdinand), era obligată să facă față Armatei a III-a ruse (18½ divizii de infanterie și cinci divizii și jumătate de cavalerie, conduse de generalul D.R. Radko-Dmitriev), care apăra acel sector.
Generalul Mackensen primise comanda forțelor combinate germane și austro-ungare, și la 2 mai, după un masiv bombardament de artilerie, a lansat un atac care i-a luat pe ruși prin surprindere. El a concentrat 10 divizii de infanterie și una de cavalerie (126.000 de oameni, 457 piese de artilerie ușoară și 159 de artilerie grea, cu încă 96 de mortiere) pe cei 35 km de sector de front împotriva a cinci divizii rusești (60.000 de oameni cu 141 de piese de artilerie ușoară și patru de artilerie grea).

### Dezvoltarea ulterioară
Puterile Centrale au distrus apărarea rusească, și liniile rusești s-au prăbușit. Radko-Dimitreev a trimis rapid două divizii împotriva pătrunderii austro-germane, dar nefiind pregătite, acestea au fost anihilate fără a putea nici măcar să dea veste la cartierul general. Din punctul de vedere rusesc, ambele divizii au dispărut pur și simplu de pe hartă. 

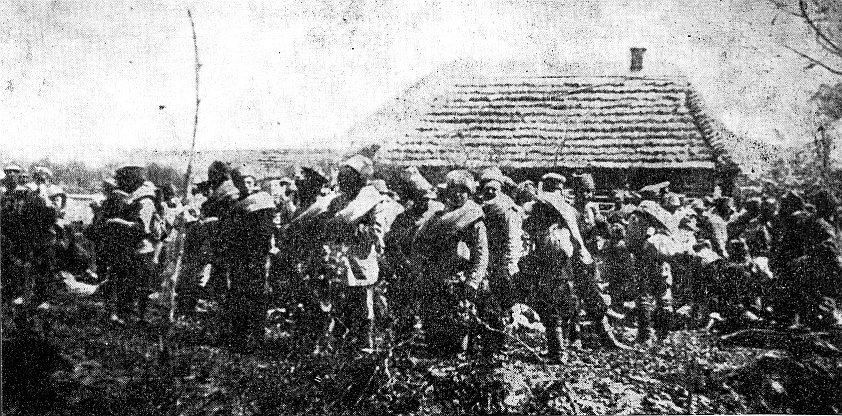
Prizonieri de război ruși după bătălie.

Armata a III-a rusă a lăsat în mâinile inamicului circa 140.000 de prizonieri, și aproape că a încetat să mai existe ca unitate combatantă. Corpul al Treilea Caucazian, de exemplu, înființat în aprilie cu 40.000 de oameni, s-a găsit redus la 8.000. El a fost aruncat în bătălia de pe San contra Armatei I austriece și a reușit să ia circa 6000 de prizonieri și nouă tunuri. O divizie rămăsese la 19 mai cu doar 900 de oameni.
Rușii au fost obligați să se retragă, Puterile Centrale au recucerit mare parte din Galiția, și amenințarea rusească față de Austro-Ungaria a fost îndepărtată. A fost deosebit de mulțumitoare recucerirea Przemyślului la 3 iunie. În aceeași zi au fost lansate noi ofensive: Armatele a IV-a și a VII-a austro-ungare pe flancul Armatei a XI-a îndreptată către Nistru. 
Până la 17 iunie 1915 apărătorii se retrăseseră la Lemberg (astăzi Lviv, Ucraina), capitala Galiției, și în ziua de 22 iunie 1915 al patrulea cel mai mare oraș al Austro-Ungariei a fost recucerit. Cu această pierdere, care a însemnat că mare parte din Galiția a revenit sub control austriac, liniile s-au stabilizat în sud. Pătrunderea a înaintat maxim circa 160 km, reducând ieșindul polonez la circa ⅓ din dimensiunea sa antebelică.

## Rezultate
Încercând să salveze forțele rusești de la pierderi grele, și să câștige timp necesar pentru acumularea masivă de industrii de război în țară, Stavka rusă a hotărât să evacueze treptat Galiția și ieșindul polonez pentru a îndrepta (și scurta) linia frontului. A fost inițiată o retragere strategică, denumită astăzi Marea Retragere din 1915. 
Varșovia a fost evacuată și a căzut la 4 august în mâinile noii Armate a XII-a germane. La sfârșitul lunii, Polonia era în întregime sub control austro-german, și fuseseră luați 750.000 de prizonieri ruși.